# Pincegomba
A pincegomba (Coniophora puteana) a Coniophoraceae családba tartozó, Eurázsiában, Észak-Amerikában és Ausztráliában honos, elhalt fatörzseken, épületfákon élő, nem ehető gombafaj.

## Megjelenése
A pincegomba termőteste 4-15 (25) cm széles, az aljzaton szétterülő vékony (idősen kissé vastagodó) réteget képez. A termőtestek eleinte kicsik és kerekek, majd szabálytalanul növekednek és több tenyérnyi foltokká olvadhatnak össze. Az aljzatról könnyen letörölhető. Felszíne fiatalon sima, fehér; később szemölcsös, egyenetlen, sárgásbarna. Szegélye bolyhos, fehér, kívül sugarasan gyapjas. 
Felső termőrétege sima vagy hullámosan ráncos, idősen a spóráktól barnán poros.
Állaga eleinte viaszszerű, később porcszerűen merev. Szaga dohos, penészszerű; íze nem jellegzetes.
Spórapora barna. Spórája ellipszoid alakú, sima, mérete 10,5-16 x 6-10 µm.

### Hasonló fajok
A könnyező házigomba vagy a domború fekvőtapló hasonlíthat hozzá.

## Elterjedése és termőhelye
Eurázsiában, Észak-Amerikában és Ausztráliában honos. Magyarországon gyakori.
Lombos és tűlevelű fák elhalt törzsén él, gyakran beépített faanyagon: pincékben, bányákban, hídgerendákon, néha házak belsejében jelenik meg, főleg nedves környezetben. Növekedéséhez legalább 50-60%-os légnedvességet igényel. A faanyagban barnakorhadást okoz. A termőtestek nyáron és ősszel képződnek. 

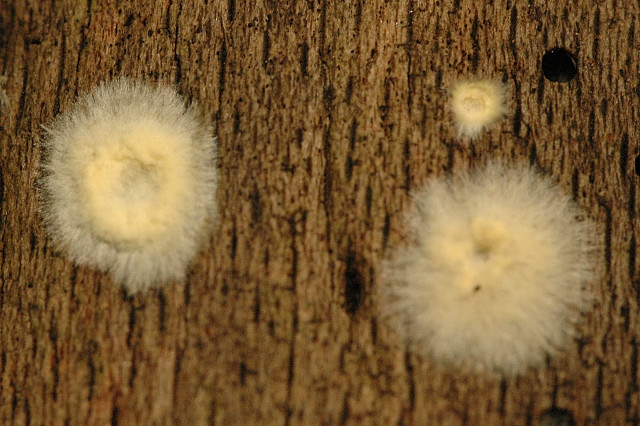
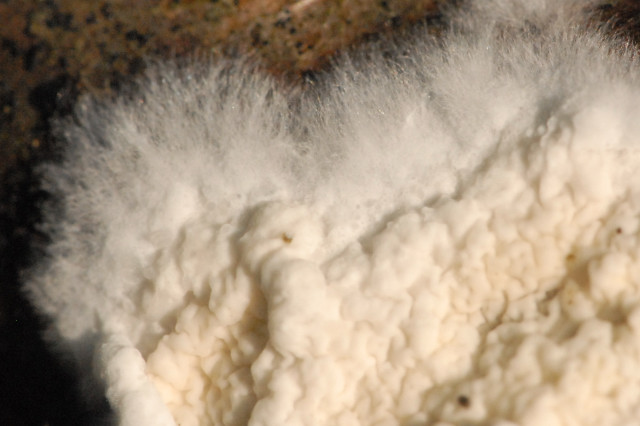
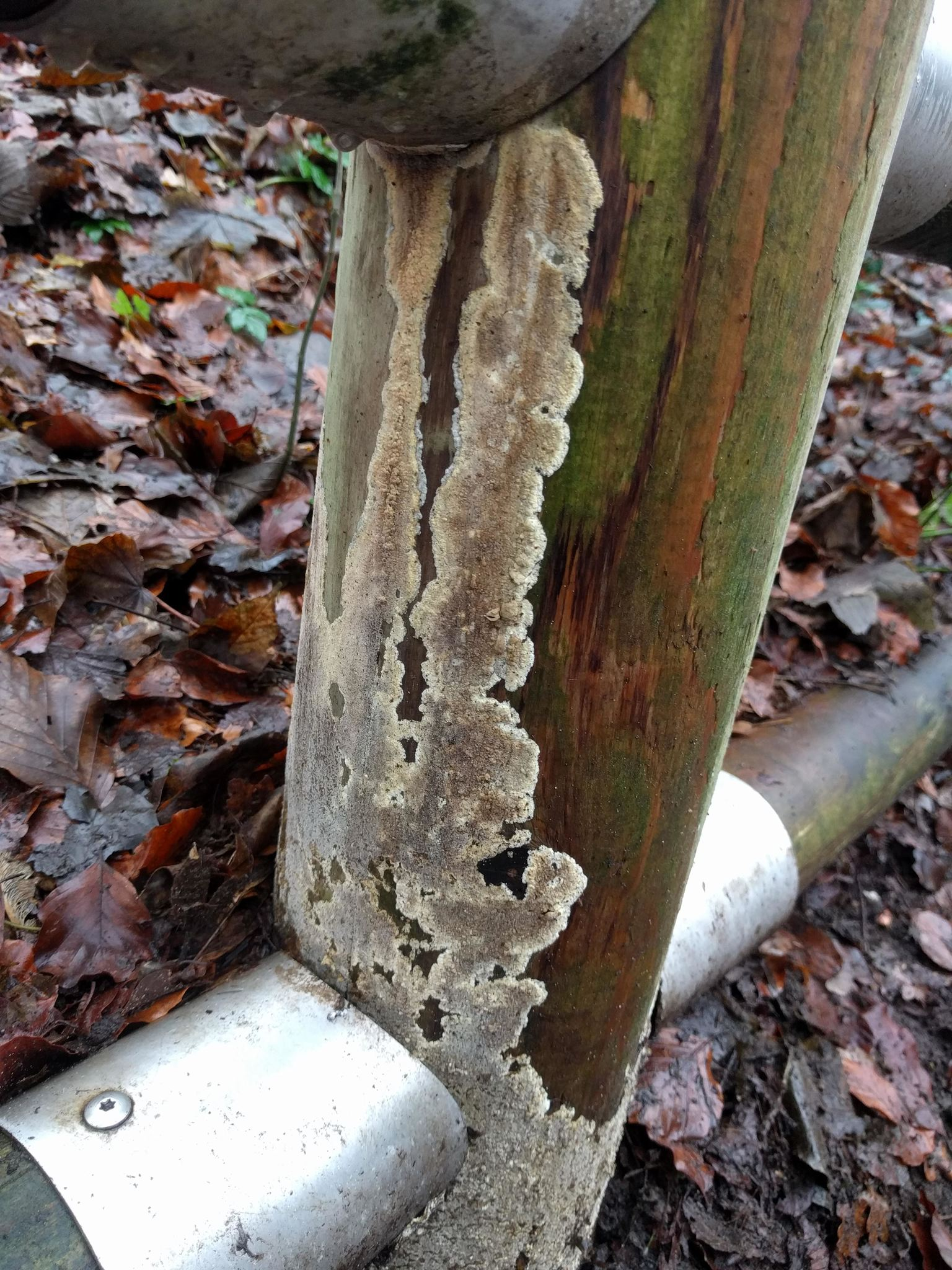
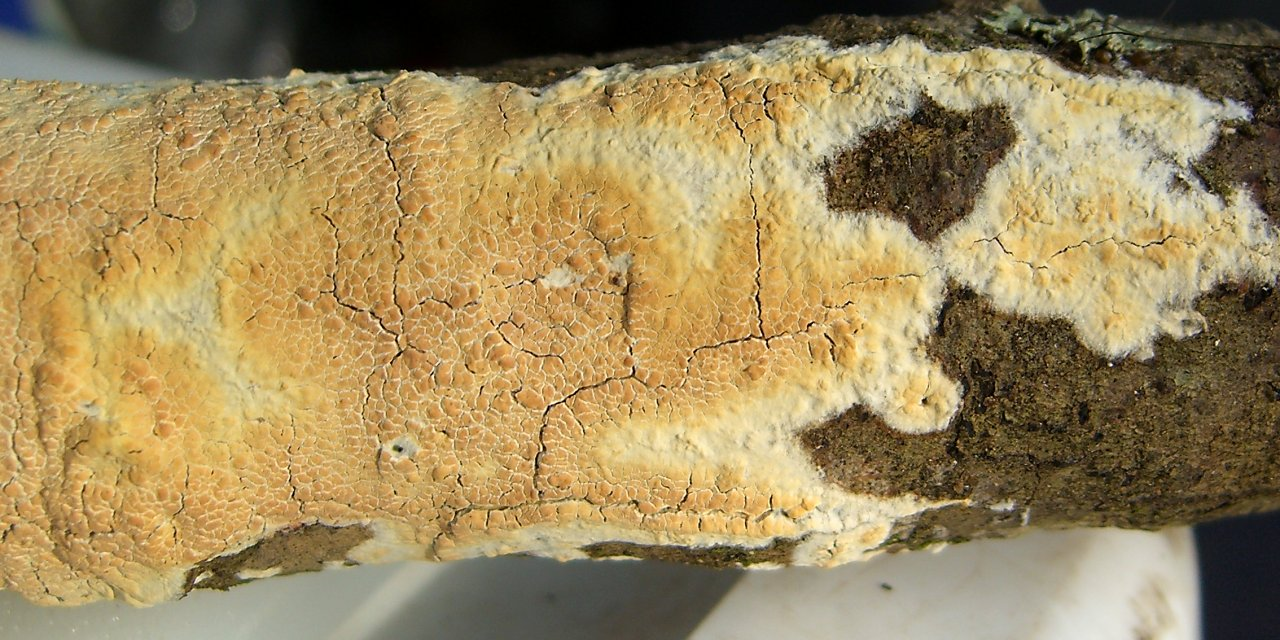
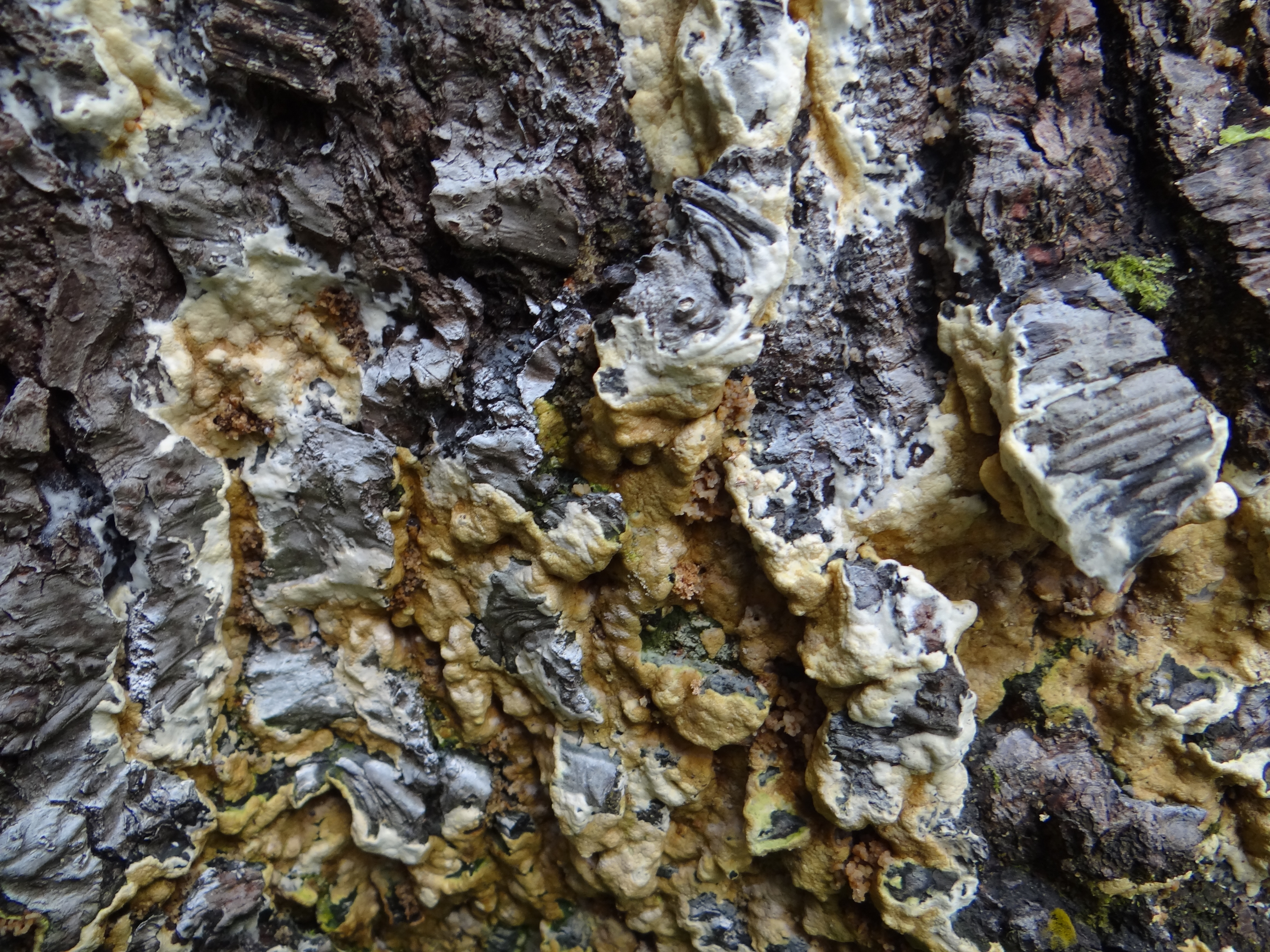

Nem ehető.